# Iris virginica
Iris virginica, con el nombre común de iris de Virginia, es una especie perenne de planta con flores, nativa del este de América del Norte.
Es común a lo largo de la llanura costera desde Florida hasta Georgia en el sureste de los Estados Unidos.
Es una de las tres especies de Iris en el conjunto de datos de flores de iris descrito por Ronald Fisher en su artículo de 1936 "El uso de mediciones múltiples en problemas taxonómicos" como un ejemplo de análisis discriminante lineal.

## Descripción
Iris virginica es una planta perenne. La planta tiene de 2 a 4 hojas erectas o arqueadas, de color verde brillante, en forma de lanza que se aplanan en un plano en la base. Las hojas miden 1–3 cm de ancho y algunas veces son más largas que el tallo de la flor. Las raíces carnosas (1–2 cm) son rizomas que se propagan bajo tierra. Las semillas de color marrón pálido y de forma variable nacen en cápsulas de fruta de tres partes (3–6 cm de largo, 1–2 cm de ancho).
Las flores ligeramente fragantes (4 cm de largo, 7 cm de ancho) consisten en 3 sépalos horizontales, o "caídas", y 3 pétalos erectos. Los pétalos y los sépalos pueden variar en color de violeta oscuro a blanco rosado. Los sépalos tienen un toque de amarillo a amarillo-naranja en la cresta. Cada planta tiene de 2 a 6 flores que florecen de abril a mayo en un tallo alto, erecto, de 30–90 cm de altura. El tallo a veces es ramificado y tiene un ligero aspecto en zigzag.

## Usos
Los cheroqui (Cherokee) utilizan esta planta para fines de medicina tradicional. La raíz se convierte en una pasta que se utiliza como ungüento para la piel. Una infusión hecha de la raíz se usa para tratar dolencias del hígado, y una decocción de la raíz se usa para tratar la "orina de color amarillento".
Puede ser una de las especies de iris utilizadas por la Seminole para tratar el "shock después de la mordedura de cocodrilo".